# Bart Simpson
Bartholomew Jo-Jo „Bart” Simpson – fikcyjna postać występująca w serialu animowanym Simpsonowie. 
Bart jest synem Homera Jay i Marge Simpson i jednocześnie ich najstarszym dzieckiem. Ma 10 lat, krótkie, najeżone żółte włosy i ubiera się w czerwoną koszulkę, niebieskie szorty i adidasy, nie rozstaje się ze swoją ukochaną deskorolką.
Jest maskotką rosyjskiego klubu Zenit Petersburg.
Bartowi głosu użycza Nancy Cartwright.